# 赫尔松区
赫尔松区（羅馬化：Khersonskyi raion）是烏克蘭赫爾松州的一個區，行政中心为赫尔松。该区是在2020年乌克兰行政区划改革时成立的，由原比洛澤爾卡區、奧萊什基區及赫尔松市合并而成的。面积为3,841.9平方公里，人口数量为456,548（2021年估计）。

## 行政区划
设立时赫尔松区由10个市镇组成：
- 比洛泽尔卡市镇（镇级）
- 大科帕尼市镇（乡级）
- 维诺赫拉多韦市镇（乡级）
- 达尔伊夫卡市镇（乡级）
- 穆济基夫卡市镇（乡级）
- 奥莱什基市镇（市级）
- 斯坦尼斯拉夫市镇（乡级）
- 赫尔松市镇（市级）
- 乔尔诺巴伊夫卡市镇（乡级）
- 尤维莱内市镇（乡级）